# Marty Paich Trio
Marty Paich Trio – album amerykańskiego pianisty i aranżera Marty'ego Paicha. Nagrania tria zrealizowano w studiu Radio Recorders w Hollywood w czerwcu 1957. Monofoniczny LP wydany został przez wytwórnię Mode Records 105 w grudniu 1957. Jego reedycja na CD wydana przez V.S.O.P. Records nr 64 ukazała się w czerwcu 1998.

## Muzycy
- Marty Paich – fortepian
- Red Mitchell – kontrabas
- Mel Lewis – perkusja

## Lista utworów
Strona A
| 1. | "I Hadn't Anyone 'Till You" (Ray Noble) | 3:52  |
|    |                                         |       |
| 2. | "Tha Facts About Max" (Marty Paich)     | 3:25  |
|    |                                         |       |
| 3. | "Dusk Light" (Marty Paich)              | 3:19  |
|    |                                         |       |
| 4. | "The New Soft Shoe" (Marty Paich)       | 4:44  |
|    |                                         |       |
|    |                                         | 15:20 |
|    |                                         |       |
Strona B
| 5. | "A Dandy Line" (Jack Montrose)                        | 2:22  |
|    |                                                       |       |
| 6. | "El Dorado Blues" (Marty Paich)                       | 4:24  |
|    |                                                       |       |
| 7. | "What's New?" (Johnny Burke, Bob Haggart)             | 4:52  |
|    |                                                       |       |
| 8. | "By the River St. Marie" (Edgar Leslie, Harry Warren) | 3:34  |
|    |                                                       |       |
|    |                                                       | 15:12 |
|    |                                                       |       |

## Informacje uzupełniające
- Producent – Red Clyde
- Inżynier dźwięku – Thorne Nogar
- Opis płyty (liner notes) – Joe Quinn
- Okładka – Eva Diana
- Zdjęcia – Dave Pell